# 11-es busz (Dunaújváros)
A dunaújvárosi 11-es jelzésű autóbusz a Békeváros, Hajnal utca - TESCO Áruház - Római körút - Autóbusz-állomás - Baracsi út - TESCO Áruház - Békeváros, Hajnal utca útvonalon közlekedik körjáratként. A járatot a Volánbusz üzemelteti.

## Közlekedése
Csak hétvégén közlekedik, óránként. Az autóbuszjáratok a nemzeti ünnepnapokon és a kereskedelmi szünnapokon a TESCO Áruház és a 48-as Emlékmű megállóhelyeket nem érintik.

## Útvonala
| Békeváros, Hajnal utca → TESCO Áruház → Római körút → Autóbusz-állomás → Baracsi út → TESCO Áruház → Békeváros, Hajnal utca |
| --- |
| Békeváros, Hajnal utca – Hajnal utca – Tavasz utca – Győzelem utca – Baracsi út – Béke körút – Szilágyi Erzsébet út – Aranyvölgyi út – Hun utca – Petőfi Sándor utca – Venyimi út – Aranyvölgyi út – Apáczai Csere János út – Martinovics Ignác utca – Római körút – Vasmű út – Építők útja – Szórád Márton út – Aranyvölgyi út – Venyimi út – Petőfi Sándor utca – Hun utca – Aranyvölgyi út – Szilágyi Erzsébet út – Béke körút – Baracsi út – Hajnal utca – Békeváros, Hajnal utca |

## Megállóhelyei
| 0  | Békeváros, Hajnal utca       |                                                                 | |
| 1  | Béke körút                   | 28, 40, 44, 45                                                  | INTERSPAR Áruház, Bóbita Óvoda, Százszorszép Óvoda, Lorántffy Zsuzsanna Szakközépiskola és Szakiskola |
| 3  | PROFI Üzletház               | 28, 40, 44, 45                                                  | Arany János Általános Iskola, Napsugár Óvoda |
| 5  | Szilágyi Erzsébet út 5.      | 28, 40, 45                                                      | |
| 6  | Evangélikus templom          | 28, 32                                                          | Dunaújváros-Kisapostagi Társult Evangélikus Egyházközség, 1848/49-es emlékmű, Park Center, Rendőrkapitányság |
| 7  | TESCO Áruház                 | 23, 35                                                          | TESCO Áruház, OBI |
| 9  | Baracsi út                   | 20, 22, 23, 24, 25, 27, 29, 32, 33, 35                          | Móra Ferenc Általános Iskola és Egységes Gyógypedgógiai Módszertani Intézmény, Rendőrkapitányság, Park Center |
| 12 | Közgazdasági Szakközépiskola | 3, 18, 24, 33, 35, 40, 45                                       | Gárdonyi Géza Általános Iskola, Dunaújvárosi SZC Rudas Közgazdasági Szakgimnáziuma és Kollégiuma, Intercisa, római kori katonaváros, kőtár és romkert, Móra Ferenc Általános Iskola és Egységes Gyógypedgógiai Módszertani Intézmény, Víztorony |
| 13 | Domanovszky tér              | 3, 18, 24, 33, 35, 40, 45                                       | Móra Ferenc Általános Iskola és Egységes Gyógypedgógiai Módszertani Intézmény |
| 14 | Liszt Ferenc kert            | 2, 3, 8, 18, 20, 22, 23, 24, 25, 29, 32, 33, 35, 40, 45         | József Attila Könyvtár, Munkásművelődési Központ, Dunaferr Szakközép- és Szakiskola Villamos Tagiskola, Petőfi Sándor Általános Iskola |
| 16 | Dózsa Mozi                   | 2, 3, 8, 18, 20, 22, 23, 24, 25, 29, 32, 33, 35, 40, 45         | Városháza, Kormányablak, Szent Pantaleon Kórház, Rendelőintézet, Intercisa Múzeum, Dózsa Mozicentrum, Móricz Zsigmond Általános Iskola, Nemzeti Adó- és Vámhivatal                                                                              |
| 17 | Ady Endre utca               | 2, 3, 8, 18, 20, 22, 23, 24, 25, 29, 32, 33, 35, 40, 45         | Dunaújvárosi Víz-, Csatorna- Hőszolgáltató Kft., Stadion |
| 19 | Autóbusz-állomás             | 2, 4, 8, 18, 20, 22, 23, 24, 25, 27, 29, 32, 33, 35, 40, 44, 45 | Helyközi autóbusz-állomás, Fabó Éva Sportuszoda, Aquantis Wellness- és Gyógyászati Központ, Vásárcsarnok, Dunaújvárosi Egyetem, Vasvári Pál Általános Iskola                                                                                    |
| 21 | Szórád Márton út 26.         | 2, 4, 8, 18, 20, 22, 23, 24, 25, 27, 29, 32, 33, 35, 40, 44, 45 | Dunaújváros Áruház, Dunaújvárosi Egyetem, Széchenyi István Gimnázium és Kollégium, Dunaújvárosi SZC Kereskedelmi és Vendéglátóipari Szakgimnáziuma és Szakközépiskolája, Csillagvirág Óvoda                                                     |
| 22 | Szórád Márton út 44.         | 2, 4, 8, 20, 22, 23, 24, 25, 27, 29, 33, 35, 44                 | Dózsa György Általános Iskola, Margaréta Tagóvoda, Krisztus Király templom, Bánki Donát Gimnázium és Szakközépiskola |
| 23 | Baracsi út                   | 20, 22, 23, 24, 25, 27, 29, 32, 33, 35                          | Móra Ferenc Általános Iskola és Egységes Gyógypedgógiai Módszertani Intézmény, Rendőrkapitányság, Park Center |
| 24 | 48-as Emlékmű                | 28, 32                                                          | Dunaújváros-Kisapostagi Társult Evangélikus Egyházközség, 1848/49-es emlékmű, Park Center, Rendőrkapitányság |
| 25 | TESCO Áruház                 | 23, 35                                                          | TESCO Áruház, OBI |
| 28 | Szilágyi Erzsébet út 5.      | 28, 40, 45                                                      | |
| 30 | PROFI Üzletház               | 28, 40, 44, 45                                                  | Arany János Általános Iskola, Napsugár Óvoda |
| 32 | Béke körút                   | 28, 40, 44, 45                                                  | INTERSPAR Áruház, Bóbita Óvoda, Százszorszép Óvoda, Lorántffy Zsuzsanna Szakközépiskola és Szakiskola |
| 33 | Békeváros, Hajnal utca       | 28, 32, 40, 44, 45                                              | |